# Naturschutzgebiet Hagener Niederwälder

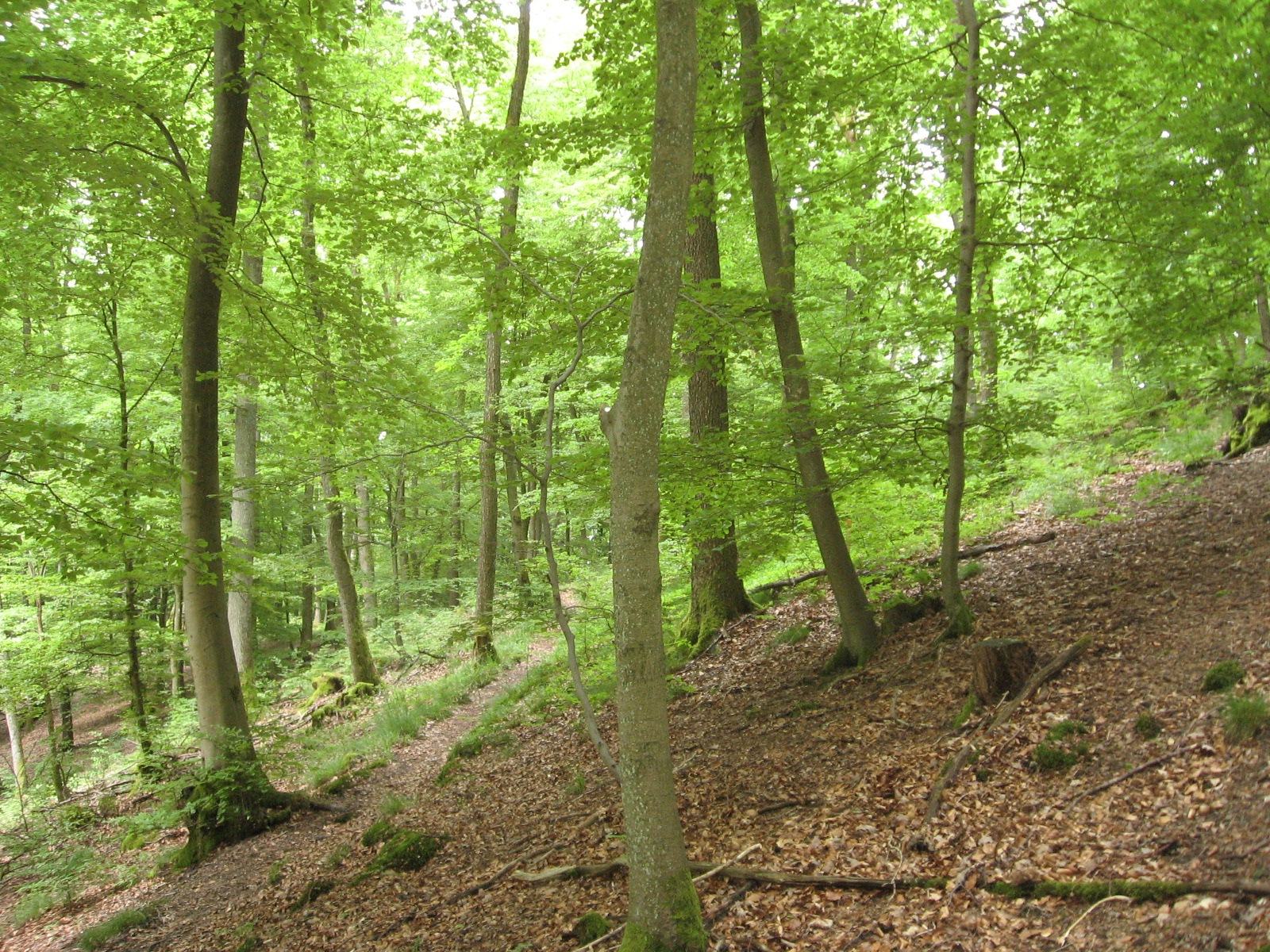
Naturschutzgebiet Hagener Niederwälder

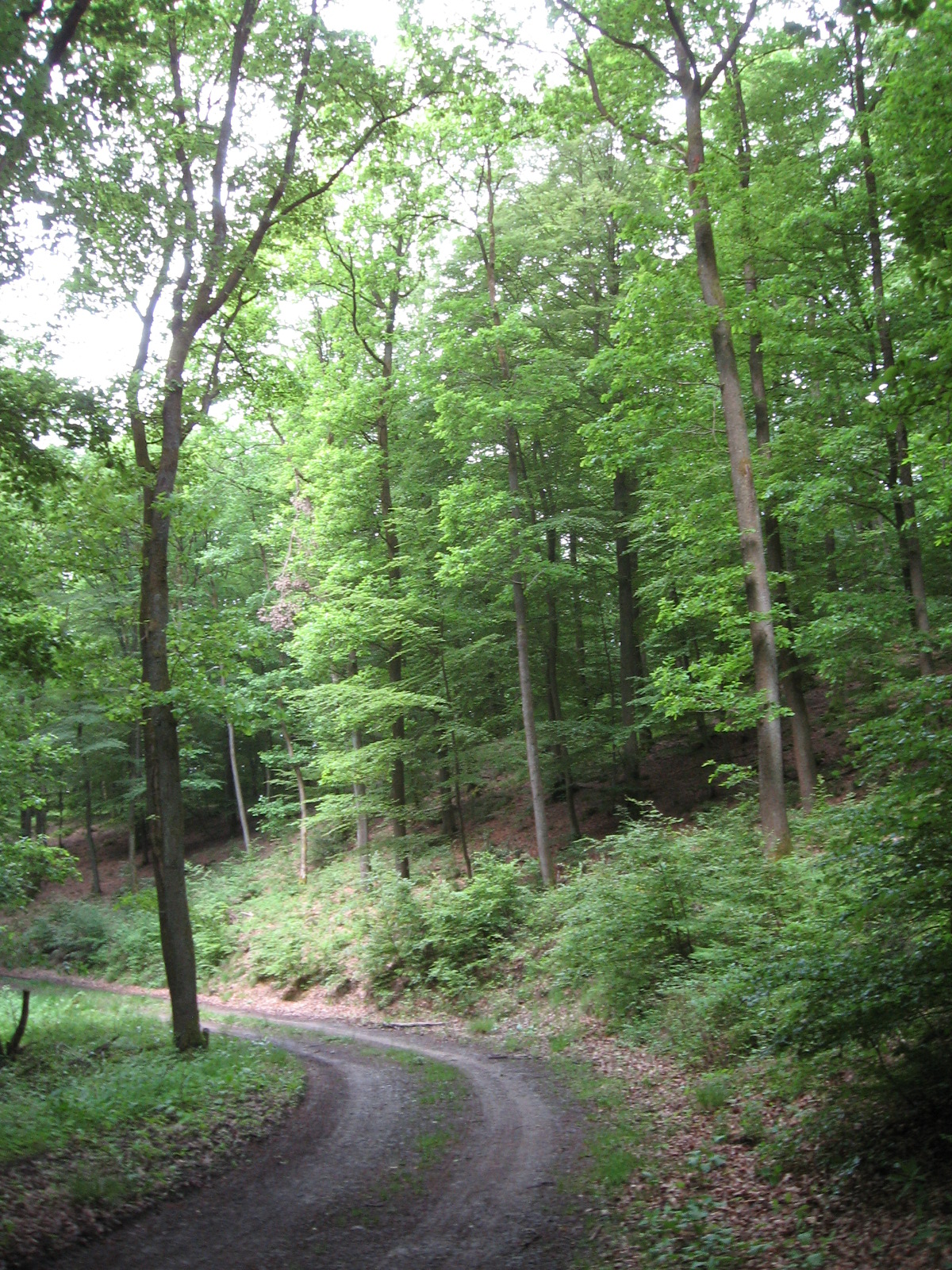
Wegebereich

Das Naturschutzgebiet Hagener Niederwälder mit 25,4 ha Flächengröße liegt östlich von Hagen im Stadtgebiet von Sundern und im Hochsauerlandkreis. Das Gebiet wurde 2019 mit dem Landschaftsplan Sundern durch den Kreistag des Hochsauerlandkreises als Naturschutzgebiet (NSG) ausgewiesen. Vorher war das Gebiet ab 1993 Teil vom Landschaftsschutzgebiet Sundern. Das NSG besteht aus drei Teilflächen. Das NSG geht südwestlich bis an den bewohnten Hagener Siedlungsrand. Nordöstlich werden zwei der drei Teilflächen vom Justenberg begrenzt. Das NSG ist meist umgeben von Fichtenwäldern im Landschaftsschutzgebiet Sundern.

## Beschreibung
Der Landschaftsplan führt zum Naturschutzgebiet aus: „Der strukturreiche Laubwaldkomplex an überwiegend südexponierten und steilen Hängen direkt nördlich der Ortslage Hagen besteht nahezu ganz aus mehr oder weniger durchgewachsenen Niederwäldern, deren Umfeld durch ausgedehnte Fichtenkulturen dominiert wird. Die Waldbestände sind hangparallel durch mehrere Forstwege erschlossen. Überwiegend handelt es sich nutzungsbedingt um Birken-Eichen-Niederwälder. An den Unterhängen gehen sie auch kleinflächig und auf der nördlichen Teilfläche insgesamt in Eichen-Buchen-Niederwälder mit Birke über. Strauch- und Krautschicht sind meist lückig ausgeprägt, wobei die Krautschicht vielerorts von Gräsern und Beerensträuchern beherrscht wird. Auf dem steilen Waldboden treten stellenweise Felsrippen zu Tage.“
Der Landschaftsplan führt zu den Naturschutzgebieten mit Niederwald im Stadtgebiet Sundern aus: „Im Plangebiet liegen noch zahlreiche, zumeist gut ausgeprägte Niederwaldflächen. Sie stellen als Relikte einer historischen Waldbewirtschaftungsform Zeugnisse der Kulturlandschaft dieses Gebietes dar. Bei Wiederaufnahme und Fortführung der niederwaldtyp Bewirtschaftungsform nimmt die vorliegende Fläche v. a. aufgrund der im Zusammenhang niederwaldartig genutzten Bestandsgrößen und der Potentiale ihrer Nachbar- bzw. Verbindungsflächen innerhalb eines Niederwald-Verbundsystems eine besondere Stellung ein.“

## Schutzzweck
Laut Landschaftsplan erfolgte die Ausweisung:
- „Schutz eines wertvollen Wald(bewirtschaftungs)typs, aus faunistischer, vegetationskundlicher und kulturhistorischer Sicht;“
- „Erhaltung und Optimierung eines artenreichen (Nieder-)Waldgebietes durch eine dem Waldtyp angepasste Bewirtschaftung.“
- „Entwicklung einer Niederwaldgesellschaft auf potentiellem Standort.“
- „Das NSG dient auch der nachhaltigen Sicherung von Vorkommen seltener Tier- und Pflanzenarten.“[1]

## Entwicklungsmaßnahme
Im Landschaftsplan wurde als zusätzliche Entwicklungsmaßnahme festgeschrieben:
„Zur Erhaltung der traditionellen Waldbewirtschaftungsweise ist die niederwaldartige Nutzung auf der Fläche im Rahmen vertraglicher Regelungen fortzuführen bzw. wieder aufzunehmen (§ 26 LG).“